# Sint-Jacobuskerk (Kethel)
De Sint-Jacobuskerk is een neoromaanse rooms-katholieke parochiekerk gelegen aan de Kerkweg in de Kerkbuurt van Kethel in de gemeente Schiedam. Het kerkgebouw is van de hand van Adrianus Bleijs en was voltooid in 1890. De kerk is gewijd aan Jacobus de Meerdere en later ook aan Sint Martinus en het is de kerk van de Jacobus en Martinusparochie.
In de tuin bij de kerk werd in 1951 een Heilig Hartbeeld geplaatst.